# Россия на «Детском Евровидении — 2005»
Россия дебютировала на «Детском Евровидении — 2005», проходившем в Хасселте, Бельгия, 26 ноября 2005 года. На конкурсе страну представили Влад Крутских и Волшебники двора с песней «Дорога к солнцу», выступившие седьмыми. Они заняли девятое место, набрав 66 баллов.

## Внутренний отбор
В мае 2005 года Европейский Вещательный Союз вместе с бельгийскими вещателями VRT и RTBF объявили, что Россия дебютирует на «Детском Евровидении — 2005».
11 октября 2005 года было объявлено, что Влад Крутских представит Россию на «Детском Евровидении — 2005». Его песня, «Дорога к солнцу», была презентована 10 ноября 2005 года (скорее всего, во время трансляции «Спокойной ночи, малыши!»).

## На «Детском Евровидении»
Финал конкурса транслировали телеканалы Россия и РТР-Планета, комментатором которых был Юрий Николаев, а результаты голосования от России объявлял Роман Керимов. Влад Крутских и Волшебники двора выступили под седьмым номером после Швеции и перед Северной Македонией, и заняла девятое место, набрав 66 баллов.

## Голосование[4]
| Баллы     | Страна                                              |
| --------- | --------------------------------------------------- |
| 12 баллов | Белоруссия                                          |
| 10 баллов | Латвия                                              |
| 8 баллов  |                                                     |
| 7 баллов  |                                                     |
| 6 баллов  | Испания                                             |
| 5 баллов  | Греция Норвегия                                     |
| 4 балла   | Румыния                                             |
| 3 балла   | Бельгия Кипр                                        |
| 2 балла   | Великобритания                                      |
| 1 балл    | Дания Мальта Северная Македония Сербия и Черногория |

| Баллы     | Страна             |
| --------- | ------------------ |
| 12 баллов | Белоруссия         |
| 10 баллов | Северная Македония |
| 8 баллов  | Испания            |
| 7 баллов  | Греция             |
| 6 баллов  | Дания              |
| 5 баллов  | Латвия             |
| 4 балла   | Нидерланды         |
| 3 балла   | Румыния            |
| 2 балла   | Норвегия           |
| 1 балл    | Великобритания     |